# 窄叶西南红山茶
窄叶西南红山茶（学名：Camellia pitardii var. yunnanica）是山茶科山茶属西南红山茶（C. pitardii）的变种。分布在中国贵州、四川、云南等地，目前尚未由人工引种栽培。